# Lugal
Lugal , Sumerisch voor koning, van LÚ.GAL, "Grote Man", was de officiële titel voor de heerser van een stadstaat (en later van de Sumerische koning), die meestal samen met een priester (Ensi) regeerde.
Het spijkerschrift-teken voor Lugal fungeert als determinatief element in teksten geschreven in spijkerschrift (Sumerisch, Akkadisch en Hettitisch), wat aangeeft dat het hieropvolgende woord de naam van een koning is. In de Akkadische orthografie kan ook het syllabogram šàr gebruikt worden, gebaseerd op het Akkadische woord voor "koning", šarrum.
De titel is voor het eerst in Kish en Ur gebruikt in relatie tot En-Me-Bar-Agesi en Mes-Kalam-Dug. Het verschil in rang tussen de posities En en Lugal wordt duidelijk door een citaat van de Lugal Kin-gen-esch-dudu (begin 24e eeuw v.Chr.):
Ik voer het En-dom over Uruk en oefen het Nam Lugal (Koningdom) in Ur uit— Kin-gen-esch-dudu

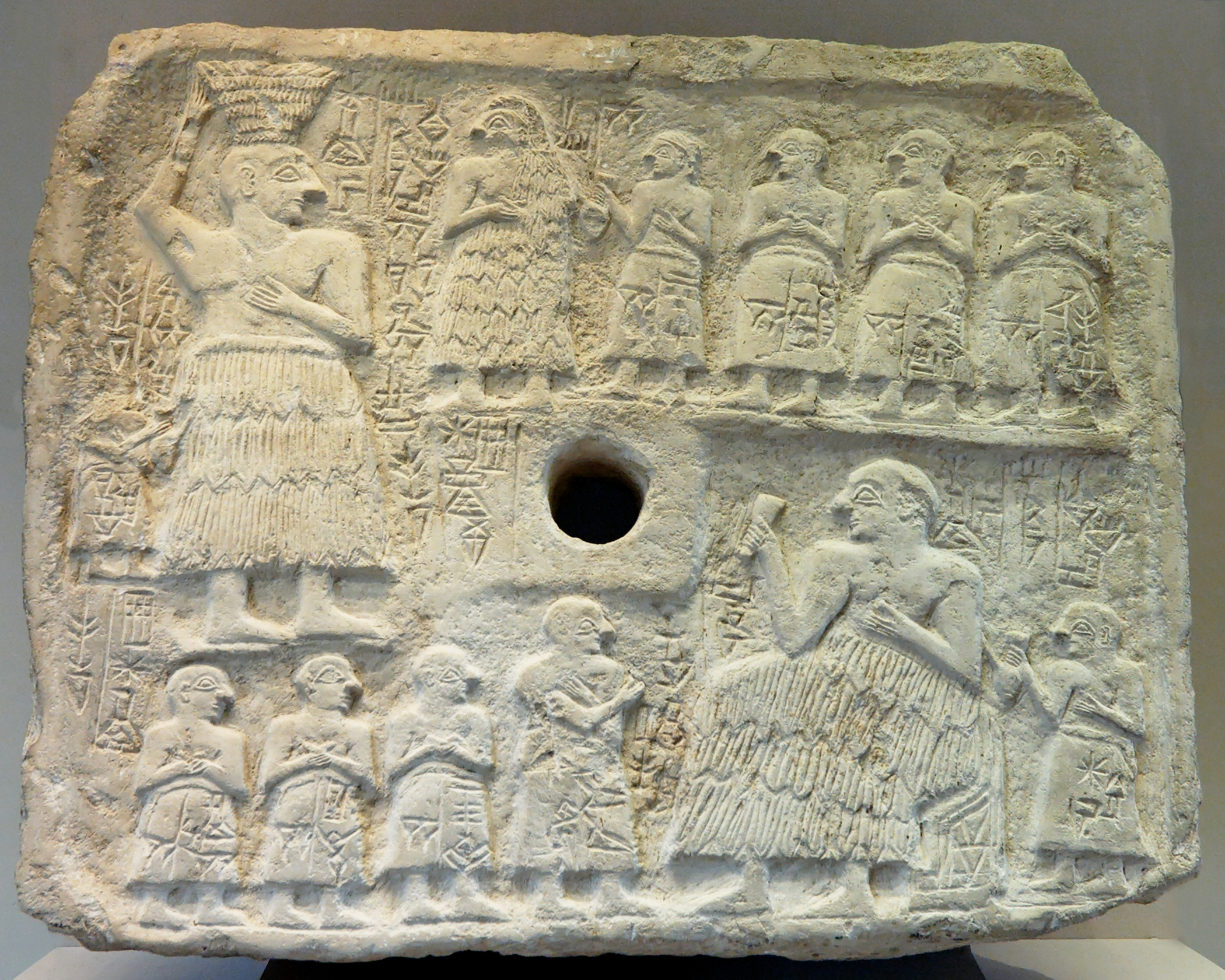
reliëf van Ur-Nanshe

De Lugal nam een observerende houding aan bij religieuze evenementen, die door de Ensi van de stad geleid werden. Bij het voltrekken van bepaalde rituelen werd de lugal uit zijn passieve rol gehaald door de Ensi, om actief deel te nemen. Dit is goed te zien op een reliëf met een dergelijke scène van de Lugal Ur-Nanshe van Lagash, waar hij symbolisch een draagmand naar de top van het heiligdom vervoert.
Een Lugal was "normaliter een jonge man met uitstekende kwaliteiten van een rijke familie van landeigenaren."